# Алания (авиакомпания)
ОАО Авиакомпания «Алания» — бывшая авиакомпания, базировавшаяся во Владикавказе, Северная Осетия. Выполняла регулярные и чартерные рейсы на самолётах Як-42 и Ту-134 из аэропорта Беслана. В 2007 году её приобрела авиакомпания «ВИМ-Авиа».

## История

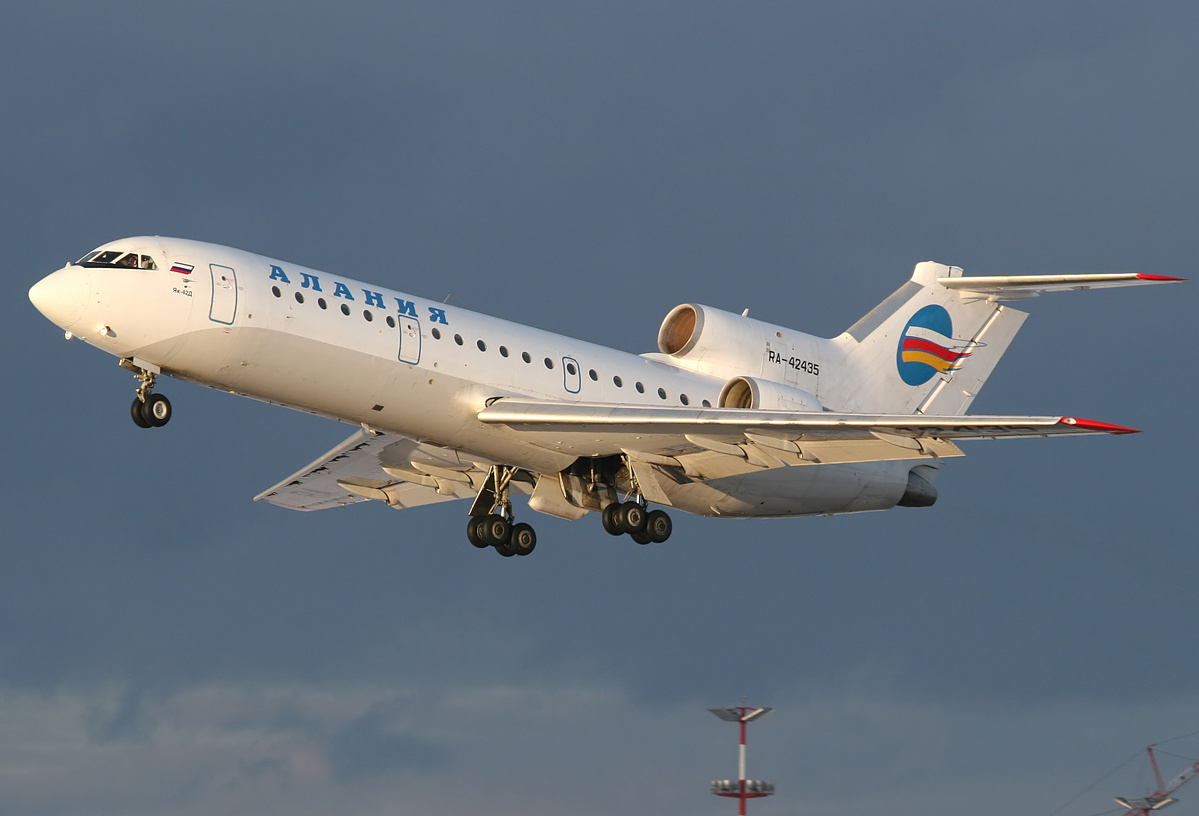

«Алания» была основана в 1996 году как чартерная авиакомпания. 24 октября 1996 года получила сертификат эксплуатанта. Выполняла рейсы из Северной Осетии на Як-42д в Москву. Первый полёт был выполнен 17 февраля 1997 года по маршруту Владикавказ — Москва.
В 2007 году «Алания» была приобретена авиакомпанией «ВИМ-Авиа».
16 ноября 2009 года Росавиация приостановила действие сертификата эксплуатанта «ОАО авиакомпания Алания» «в связи с несоблюдением требований, действующих в гражданской авиации». А 15 июля 2011 года сертификат эксплуатанта был аннулирован.

## Флот

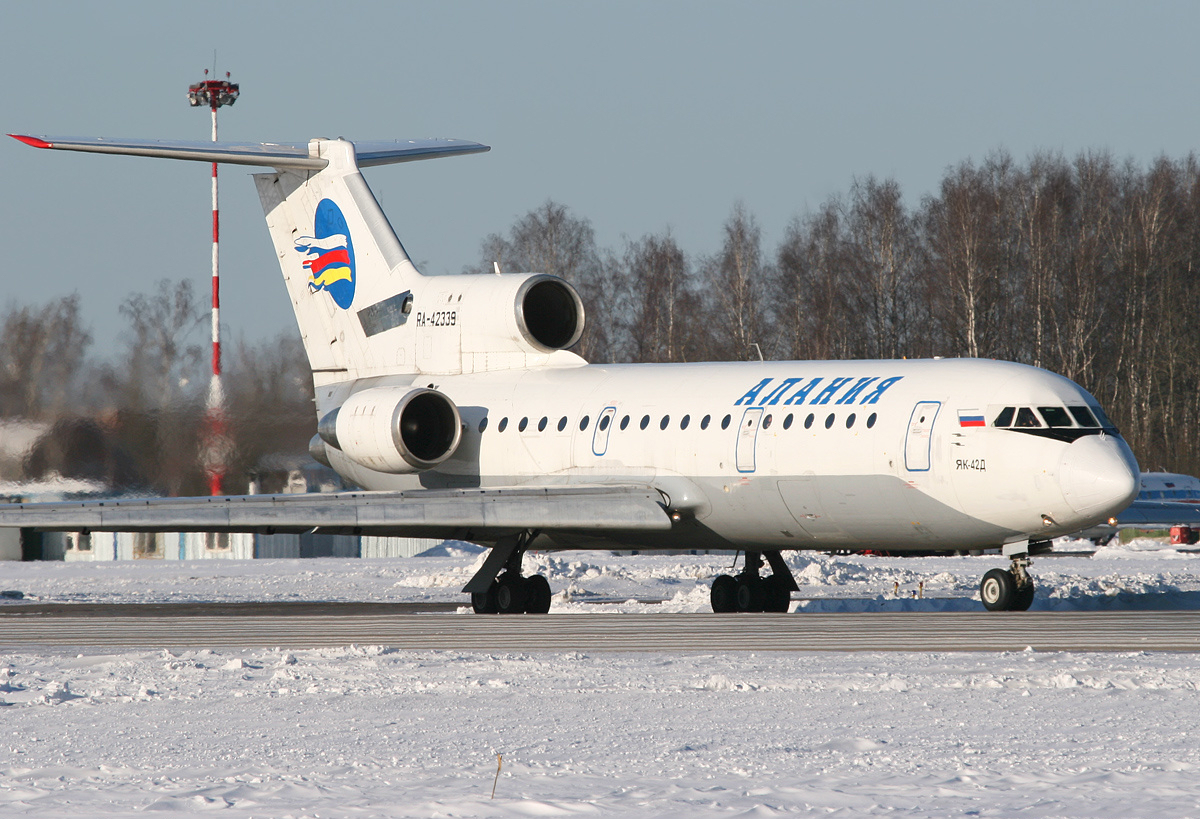

В августе 2007 года парк авиакомпании «Алания» состоял из 2 Як-42Д.